# Banjul Challenge

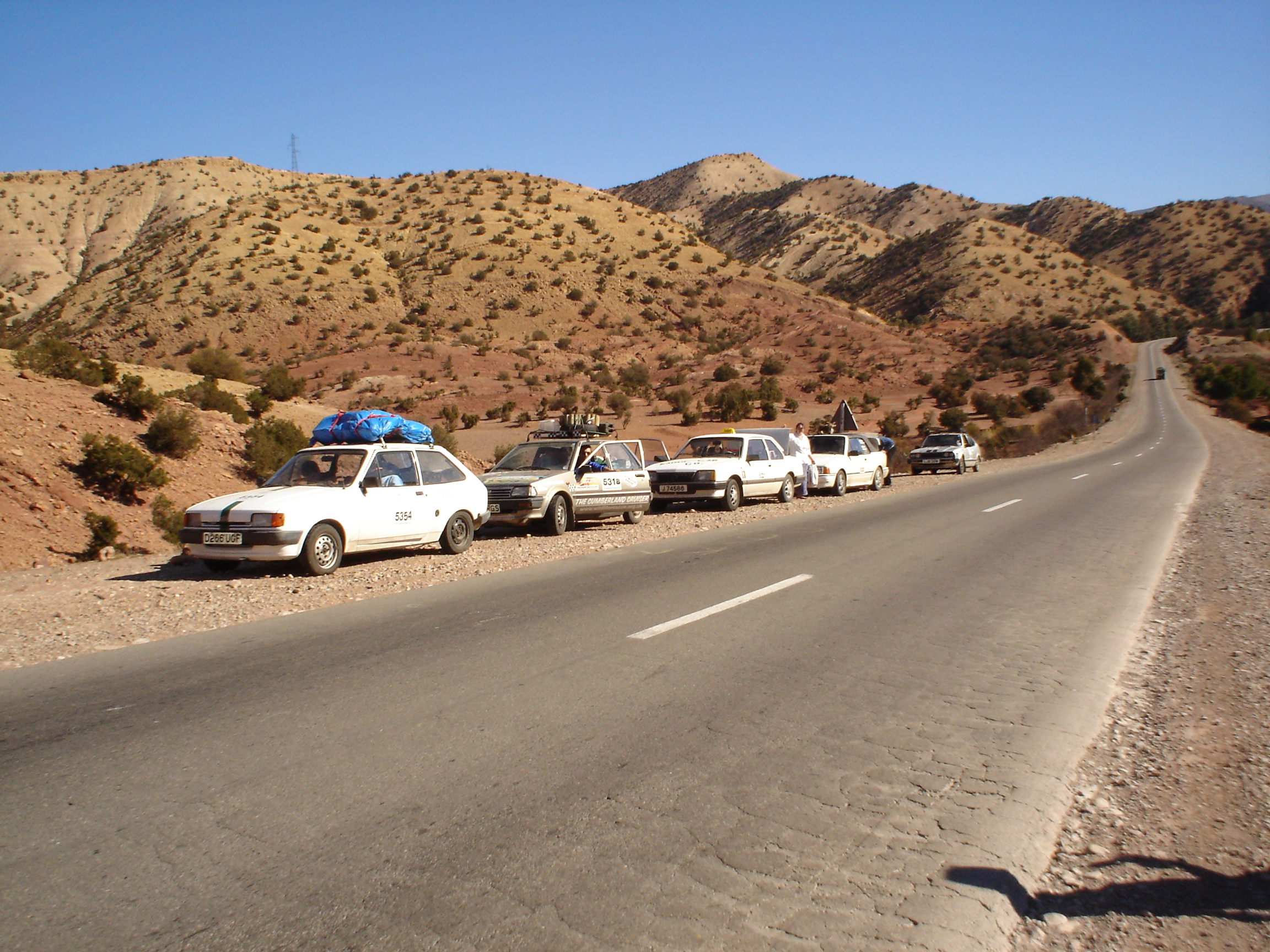
Rallye 2004/2005

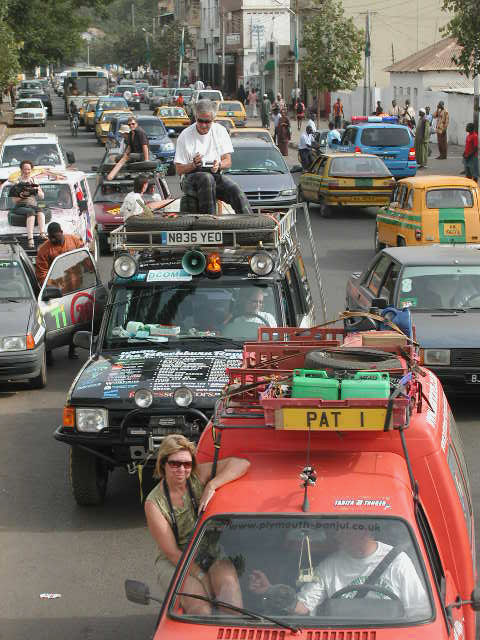
Parade der in Banjul angekommenen Banjulistas, der Teilnehmer der Challenge 2006/2007

Die Banjul Challenge ist eine jährlich stattfindende Veranstaltung für wohltätige Zwecke, die durch Europa und Afrika führt. Sie wurde zum ersten Mal im Dezember 2002 als Plymouth-Dakar Challenge gestartet, 2005 in Plymouth-Banjul Challenge umbenannt und ist heutzutage unter ihrem aktuellen Namen Banjul Challenge bekannt.

## Allgemeines
Die Challenge wurde von Julian Nowill im Jahr 2001 entwickelt. Sie folgt ungefähr dem Weg der früheren Rallye Dakar bzw. heutzutage des Africa Eco Race und durchquert dabei ebenso viele Länder. Der Streckenverlauf führt innerhalb von 22 Tagen von Plymouth an der britischen Südküste durch Frankreich und Spanien nach Gibraltar. Im benachbarten Tarifa ist der einzige verbindliche Treffpunkt aller Banjulistas, der Teilnehmer an der Challenge, die sich auch aus anderen Ländern als dem Vereinigten Königreich auf den Weg nach Banjul machen.
Dann an der Nordwestküste von Afrika entlang durch Marokko, die Westsahara und Mauretanien. Nachdem der Senegal weiter südwärts durchquert wurde, weiter nach Banjul, der Hauptstadt von Gambia.

## Regeln
1. Die Teilnehmer dürfen für den Erwerb des Autos nicht mehr als 100 Pfund Sterling (umgerechnet etwa 150 €) ausgeben.
2. Die Kosten für die Vorbereitung des Fahrzeuges dürfen 15 Pfund Sterling (umgerechnet etwa 23 €) nicht übersteigen.
3. In Banjul angekommen, werden die Autos gespendet oder für wohltätige Zwecke versteigert.